# Светско првенство у пливању 2015 — 400 м слободно за мушкарце
Такмичење у пливању у дисциплини 400 метара слободним стилом за мушкарце на Светском првенству у пливању 2015. одржано је 2. августа (квалификације и финале) као део програма Светског првенства у воденим спортовима. Трке су се одржавале у базену Казањске арене у граду Казању (Русија).
Учестовало је укупно 68 такмичара из 58 земаља. Титулу светског првака из 2013. са успехом је одбранио кинески пливач Суен Јанг који је остварио најбоља времена у обе трке (и у квалификацијама и у финалу).
Сребрну медаљу освојио је британски такмичар Џејмс Гај који је испливао трку за 3:43,57 што је уједно и нови национални рекорд Велике Британије у овој дисциплини. Треће место и бронзана медаља припали су Канађанину Рајану Кокрејну.
Репрезентативац Србије Велимир Стјепановић такмичење је завршио у квалификацијама на 19. месту испливавши трку за 3:49,49, док је репрезентативац БиХ Енсар Хајдер такмичење завршио у квалификацијама на 59. месту.

## Освајачи медаља
|                 | Резултат |                 | Резултат     |                     | Резултат |
|                 |          |                 |              |                     |          |
| Суен Јанг (CHN) | 3:42,58  | Џејмс Гај (GBR) | 3:43,75 (НР) | Рајан Кокрејн (CAN) | 3:44,59  |

## Званични рекорди
Пре почетка такмичења званични свестки рекорд и рекорд шампионата у овој дисциплини су били следећи:
| Рекорд                                    | Име                 | Резултат | Место         | Датум         |
| ----------------------------------------- | ------------------- | -------- | ------------- | ------------- |
| Светски рекорд Рекорд светских првенстава | Паул Бидерман (GER) | 3:40,07  | Рим (Италија) | 26. јул 2009. |

Једини нови рекорд испливан у овим тркама је нови национални рекорд Велике Британије ког је испливао Џејмс Гај у финалној трци, и који сада износи 3:43,75.

## Земље учеснице
За трке на 400 метара слободним стилом било је пријављено укупно 68 такмичара из 58 земаља, а свака од земаља могла је да пријави максимално два такмичара по утрци.
| - Албанија (1) - Аргентина (1) - Аустралија (2) - Аустрија (2) - Барбадос (1) - Белгија (1) - БиХ (1) - Велика Британија (2) - Венецуела (1) - Грузија (1) - Данска (1) - Египат (2) - Еквадор (1) - Израел (1) - Индија (1) | - Италија (1) - Јапан (1) - Јордан (1) - Јужна Африка (1) - Кајманска Острва (1) - Канада (2) - Кина (2) - Кипар (1) - Колумбија (1) - Луксембург (1) - Мадагаскар (1) - Мађарска (1) - Малезија (1) - Мексико (1) - Молдавија (1) | - Немачка (2) - Нови Зеланд (1) - Норвешка (1) - Пакистан (1) - Палестина (1) - Пољска (2) - Порторико (1) - Румунија (1) - Русија (1) - Салвадор (1) - Самоа (1) - Сингапур (1) - САД (2) - Словачка (1) | - Словенија (1) - Србија (1) - Тајланд (1) - Тунис (1) - Турска (1) - Украјина (2) - Филипини (1) - Финска (1) - Француска (1) - Холандија (1) - Хрватска (1) - Чешка (1) - Швајцарска (1) - Шпанија (1) |

## Квалификације
У квалификацијама се пливало у 7 квалификационих група, а свака од њих, изузев прве са 8 је имала по 10 такмичара. Пласман у финале обезбедило је 8 пливача који су у квалификацијама остварили најбоља времена.
Квалификациона трка је одржана 2. августа у јутарњем делу програма, са почетком у 09:48 по локалном времену.
| ПЛ. | Трка | Стаза | Пливач                  | Репрезентација   | Време   | Нап. |
| --- | ---- | ----- | ----------------------- | ---------------- | ------- | ---- |
| 01. | 6    | 4     | Суен Јанг               | Кина             | 3:44,99 | КВ   |
| 02. | 6    | 5     | Џејмс Гај               | Велика Британија | 3:45,37 | КВ   |
| 03. | 6    | 6     | Рајан Кокрејн           | Канада           | 3:45,86 | КВ   |
| 04. | 7    | 3     | Конор Јегер             | САД              | 3:46,03 | КВ   |
| 05. | 4    | 4     | Војћех Војдак           | Пољска           | 3:46,67 | КВ   |
| 06. | 6    | 7     | Мајкл Макбрум           | САД              | 3:46,69 | КВ   |
| 07. | 7    | 1     | Петер Бернек            | Мађарска         | 3:46,83 | КВ   |
| 08. | 6    | 1     | Клеменс Рап             | Немачка          | 3:47,19 | КВ   |
| 09. | 6    | 2     | Флоријан Вогел          | Немачка          | 3:47,34 |      |
| 10. | 7    | 5     | Дејвид Макион           | Аустралија       | 3:47,36 |      |
| 11. | 7    | 4     | Мак Хортон              | Аустралија       | 3:47,37 |      |
| 12. | 5    | 9     | Филип Заборовски        | Пољска           | 3:47,59 |      |
| 13. | 6    | 9     | Хенрик Кристијансен     | Норвешка         | 3:47,71 |      |
| 14. | 7    | 6     | Николас Грејнџер        | Велика Британија | 3:47,95 |      |
| 15. | 5    | 2     | Акрам Ахмед             | Египат           | 3:48,07 |      |
| 16. | 5    | 8     | Марван ел Камаш         | Египат           | 3:48,15 |      |
| 17. | 7    | 9     | Мадс Глеснер            | Данска           | 3:48,78 |      |
| 18. | 7    | 2     | Мајлс Браун             | Јужна Африка     | 3:48,86 |      |
| 19. | 6    | 3     | Велимир Стјепановић     | Србија           | 3:49,49 |      |
| 20. | 5    | 1     | Феликс Аубек            | Аустрија         | 3:50,04 |      |
| 21. | 4    | 8     | Незир Карап             | Турска           | 3:50,07 |      |
| 21. | 5    | 5     | Мигел Дуран             | Шпанија          | 3:50,07 |      |
| 23. | 5    | 4     | Џереми Бегшо            | Канада           | 3:50,54 |      |
| 24. | 3    | 4     | Кристијан Кинтеро       | Венецуела        | 3:50,89 |      |
| 25. | 7    | 0     | Дамијен Жоли            | Француска        | 3:50,89 |      |
| 26. | 4    | 6     | Ли Јуенћи               | Кина             | 3:51,30 |      |
| 27. | 7    | 7     | Андреа Микел Д'Ариго    | Италија          | 3:51,31 |      |
| 28. | 3    | 3     | Мартин Бау              | Словенија        | 3:51,44 |      |
| 29. | 4    | 1     | Марсело Акоста          | Салвадор         | 3:51,45 |      |
| 30. | 5    | 0     | Ахмед Матлути           | Тунис            | 3:51,46 |      |
| 31. | 4    | 5     | Ландер Хендрикс         | Белгија          | 3:51,61 |      |
| 32. | 3    | 2     | Рикард Нађ              | Словачка         | 3:51,63 |      |
| 33. | 5    | 7     | Давид Брандл            | Аустрија         | 3:51,83 |      |
| 34. | 5    | 6     | Александар Красних      | Русија           | 3:51,93 |      |
| 35. | 6    | 0     | Цубаса Амаи             | Јапан            | 3:52,06 |      |
| 36. | 4    | 9     | Идо Хабер               | Израел           | 3:52,08 |      |
| 37. | 7    | 8     | Фери Вертман            | Холандија        | 3:52,18 |      |
| 38. | 3    | 5     | Мартин Најдич           | Аргентина        | 3:52,43 |      |
| 39. | 5    | 3     | Михајло Романчук        | Украјина         | 3:52,76 |      |
| 40. | 4    | 7     | Матијас Коски           | Финска           | 3:52,86 |      |
| 41. | 2    | 2     | Кристијан Бајо          | Порторико        | 3:53,61 |      |
| 42. | 4    | 3     | Сергеј Фролов           | Украјина         | 3:53,64 |      |
| 43. | 6    | 8     | Јан Мицка               | Чешка            | 3:53,79 |      |
| 44. | 4    | 0     | Жан-Батист Фебо         | Швајцарска       | 3:54,47 |      |
| 45. | 2    | 6     | Свен Арнар Семундсон    | Хрватска         | 3:55,43 |      |
| 46. | 3    | 7     | Алексеј Санцов          | Молдавија        | 3:55,83 |      |
| 47. | 4    | 2     | Метју Стенли            | Нови Зеланд      | 3:56,71 |      |
| 48. | 3    | 6     | Матео де Ангуло         | Колумбија        | 3:57,01 |      |
| 49. | 3    | 0     | Томас Перибонио         | Еквадор          | 3:57,21 |      |
| 50. | 3    | 1     | Јео Кај Кван            | Сингапур         | 3:57,44 |      |
| 51. | 2    | 5     | Алин Артимон            | Румунија         | 3:57,79 |      |
| 52. | 1    | 5     | Кадер Баклах            | Јордан           | 3:58,71 |      |
| 53. | 2    | 4     | Велсон Сим              | Малезија         | 3:58,75 |      |
| 54. | 2    | 0     | Иракли Ревишвили        | Грузија          | 4:00,68 |      |
| 55. | 2    | 8     | Луис Вентура            | Мексико          | 4:00,79 |      |
| 56. | 2    | 1     | Танакрит Китија         | Тајланд          | 4:01,59 |      |
| 57. | 3    | 8     | Џеси Лакуна             | Филипини         | 4:01,61 |      |
| 58. | 2    | 3     | Рафаел Стакјоти         | Луксембург       | 4:01,63 |      |
| 59. | 2    | 7     | Енсар Хајдер            | БИХ              | 4:02,41 |      |
| 60. | 3    | 9     | Саураб Сангвекар        | Индија           | 4:02,57 |      |
| 61. | 2    | 9     | Алекс Соберс            | Барбадос         | 4:05,07 |      |
| 62. | 1    | 4     | Јаковос Хаџиконстантину | Кипар            | 4:06,38 |      |
| 63. | 1    | 3     | Џефри Батлер            | Кајманска Острва | 4:07,41 |      |
| 64. | 1    | 7     | Клавио Меца             | Албанија         | 4:08,18 |      |
| 65. | 1    | 6     | Ахмед Гебрел            | Палестина        | 4:09,97 |      |
| 66. | 1    | 2     | Брендон Шустер          | Самоа            | 4:15,30 |      |
| 67. | 1    | 1     | Харис Бандеј            | Пакистан         | 4:31,90 |      |
| 68. | 1    | 8     | Андрианирина Лаланомена | Мадагаскар       | 4:49,08 |      |

## Финале
Финална трка пливана је истог дана као и квалификације са почетком у 17:42 по локалном времену.
| ПЛ. | Стаза | Пливач        | Репрезентација   | Време   | Нап. |
| --- | ----- | ------------- | ---------------- | ------- | ---- |
|     | 4     | Суен Јанг     | Кина             | 3:42,58 |      |
| 2   | 5     | Џејмс Гај     | Велика Британија | 3:43,75 | НР   |
| 3   | 3     | Рајан Кокрејн | Канада           | 3:44,59 |      |
| 4.  | 6     | Конор Јегер   | САД              | 3:44,81 |      |
| 5.  | 1     | Петер Бернек  | Мађарска         | 3:46,29 |      |
| 6.  | 2     | Војћех Војдак | Пољска           | 3:46,81 |      |
| 7.  | 8     | Клеменс Рап   | Немачка          | 3:48,52 |      |
| 8.  | 7     | Мајкл Макбрум | САД              | 3:51,94 |      |

Напомена: НР - национални рекорд